# 基恰
基恰（Kichha），是印度北阿坎德邦Udham Singh Nagar县的一个城镇。总人口30517（2001年）。

## 地理
基查位於28.92°N 79.50°E。該鎮的平均海拔為293米(953英尺)。

## 人口
该地2001年总人口30517人，其中男性16223人，女性14294人；0—6岁人口5298人，其中男2820人，女2478人；识字率56.23%，其中男性为62.54%，女性为49.07%。